# 武野宗瓦
武野 宗瓦（たけの そうが、天文19年（1550年）2月 - 慶長19年8月26日（1614年9月29日））は、安土桃山時代から江戸時代初期の茶人。父は若狭武田氏の末裔と言われ、茶人として著名な武野紹鷗。名は信材、字は為久、通称は新五郎、号は水宿庵、方寸斎。和泉国堺出身。

## 概要
天文19年（1550年）2月、 武野紹鷗の嫡子として生まれる。父・紹鷗とは幼くして死別したために、姉婿である今井宗久に養育された。
成人した後は紹鷗の遺産を巡って宗久と争い、織田信長による裁定の結果、かつて信長の意に背いたことを理由に敗れた。そのため、この時期は不遇であったという。
茶人としては元亀年間より活動を始めたとされるが、茶人としての待遇に満足せず、武士となることを望んだため、天正9年（1581年）に信長に追放され、本能寺の変後に堺に戻るが、天正16年（1588年）には豊臣秀吉にも追放された。追放理由として、室（本願寺坊官の女）の縁から石山本願寺に内通した疑いをかけられたため、ともされる。
天正18年（1590年）に許されて堺に戻り、徳川家康の取り成しにより秀吉の御伽衆に加えられ、慶長16年（1611年）以降、家康の命で豊臣秀頼に仕えた。慶長19年（1614年）8月26日、大坂において死去。法号は光徹宗瓦居士。
長男の武野仲定は織田有楽斎の仲介で徳川義直に400石で仕え、子孫も続いたが、幕末の青松葉事件で断絶した。次男の武野知信（宗朝、安斎）は出家して沢庵宗彭に師事するが、還俗して堀杏庵に学び儒者となった。茶人としても知られる。兄と同じく義直に仕え、後に「沢庵大和尚行状」を編し、祥雲寺寂然塔（沢庵供養塔）を建立した。こちらの家系は尾張藩士として続き現代に至る。